# SL Benfica B
A Benfica B egy portugál labdarúgócsapat, az SL Benfica fiókcsapata. A portugál labdarúgó-bajnokság másodosztályában szerepelnek.

## Jelenlegi játékosok
2016. május 11-én
| #  |            | Poszt | Név              |
| -- | ---------- | ----- | ---------------- |
| 8  | MOR        | KP    | Bilal Ould-Chikh |
| 23 | MOR        | KP    | Ádel Táarábt     |
| 26 | SER        | CS    | Ivan Šaponjić    |
| 35 | SER        | CS    | Luka Jović       |
| 51 | POR        | CS    | Dálcio           |
| 55 | POR        | KP    | Gilson Costa     |
| 57 | POL        | KP    | Paweł Dawidowicz |
| 59 | Montenegró | CS    | Oliver Šarkić    |
| 60 | POR        | V     | Pedro Rebocho    |
| 63 | POR        | V     | João Nunes       |
| 64 | PAR        | CS    | Francisco Vera   |
| 65 | POR        | V     | João Escoval     |
| 66 | POR        | V     | Rúben Dias       |
| 67 | MOZ        | V     | Reinildo Mandava |

| #  |               | Poszt | Név                |
| -- | ------------- | ----- | ------------------ |
| 68 | POR           | KP    | Gonçalo Rodrigues  |
| 71 | PAR           | V     | Alan Benítez       |
| 72 | RUS           | K     | Ivan Zlobin        |
| 75 | POR           | V     | Alexandre Alfaiate |
| 77 | POR           | CS    | Sancidino Silva    |
| 78 | POR           | CS    | Tiago Dias         |
| 79 | RUS           | V     | Vitali Lystsov     |
| 80 | URU           | KP    | Elbio Álvarez      |
| 81 | POR           | CS    | Filipe Ferreira    |
| 84 | POR           | CS    | Diogo Gonçalves    |
| 92 | Bissau-Guinea | KP    | Alfa Semedo        |
| 99 | POR           | CS    | Hildeberto Pereira |
| —  | CPV           | K     | Thierry Graça      |

## Fordítás
- Ez a szócikk részben vagy egészben  a   S.L. Benfica B című angol Wikipédia-szócikk fordításán alapul.  Az eredeti cikk szerkesztőit annak laptörténete sorolja fel. Ez a jelzés csupán a megfogalmazás eredetét és a szerzői jogokat jelzi, nem szolgál a cikkben szereplő információk forrásmegjelöléseként.